# Leiocassis aculeatus
Leiocassis aculeatus är en fiskart som beskrevs av Ng och Renny Hadiaty 2005. Leiocassis aculeatus ingår i släktet Leiocassis och familjen Bagridae. Inga underarter finns listade i Catalogue of Life.